# Droga wojewódzka 584
Die Droga wojewódzka 584 (DW 584) ist eine 26 Kilometer lange Droga wojewódzka (Woiwodschaftsstraße) in der polnischen Woiwodschaft Masowien und der Woiwodschaft Łódź, die Sanniki mit Łowicz verbindet. Die Strecke liegt im Powiat Kutnowski und im Powiat Gostyniński.

## Streckenverlauf
Woiwodschaft Masowien, Powiat Gostyniński
-  Sanniki (DW 577, DW 583)
- Osmolin

Woiwodschaft Łódź, Powiat Łowicki
- Kiernozia
- Czerniew
- Karsznice Duże
- Mastki
- Marianka
- Goleńsko
-  Łowicz (Lowitsch) (A 2, DK 14, DK 70, DK 92, DW 703)